# Sa druge strane jastuka
S druge strane jastuka je drugi album srpskog glazbenog sastava Bajaga i instruktori objavljen 13. ožujka 1985.

## Popis pjesama
1. 220
2. Vidi šta sam ti uradio...
3. Nemoj da budeš nja nja
4. Ti se ljubiš
5. Dobro jutro, džezeri
6. S druge strane jastuka
7. Šarene pilule za lilule
8. Dvadeseti vek
9. Francuska ljubavna revolucija
10. Nemoj da se zezaš sa mnom
11. Zažmuri